# ميثوبرين
الميثوبرين هو نظير لهرمون الأحداث يعمل كمنظم للنمو عند استخدامه كمبيد حشري. إنه سائل بلون الكهرمان ذو رائحة فاكهية خفيفة. الميثوبرين لا يقتل الحشرات. وبدلاً من ذلك، فإنه يتعارض مع دورة حياة الحشرة ويمنعها من بلوغ مرحلة النضج أو التكاثر. يجب أن تكون هرمونات النمو الوريدية غائبة حتى تتساقط الشرنقة إلى شخص بالغ، لذلك لن تتمكن اليرقات المعالجة بالميثوبرين من التغيير بنجاح من شرنقة إلى بالغة. هذا يكسر دورة الحياة البيولوجية للحشرة، ويمنع تكرار الإصابة.
يعتبر الميثوبرين مبيدًا بيولوجيًا للآفات لأنه بدلاً من مكافحة الآفات المستهدفة من خلال السمية المباشرة، يتداخل الميثوبرين مع دورة حياة الحشرة ويمنعها من الوصول إلى مرحلة النضج أو التكاثر.

## تطبيقات
يستخدم الميثوبرين في إنتاج عدد من الأطعمة، بما في ذلك اللحوم والحليب والفطر والفول السوداني والأرز والحبوب. كما أن لها استخدامات عديدة على الحيوانات الأليفة لمكافحة البراغيث.
يستخدم في خزانات مياه الشرب لمكافحة البعوض الذي ينشر حمى الضنك والملاريا. يشيع استخدام الميثوبرين كمبيد ليرقات البعوض الذي يستخدم للمساعدة في وقف انتشار فيروس غرب النيل.
يستخدم الميثوبرين أيضًا كمضافات غذائية في علف الماشية لمنع تكاثر الذباب في السماد الطبيعي.

## قضايا الصحة والسلامة
وفقًا لورقة بيانات السلامة، فإن الميثوبرين مادة قد تكون مهيجة للأغشية المخاطية والجهاز التنفسي العلوي، وقد تكون ضارة عن طريق الاستنشاق أو الابتلاع أو امتصاص الجلد، وقد تسبب تهيجًا للعين أو الجلد أو الجهاز التنفسي و شديد السمية للحياة المائية. كلمة إشارة النظام المنسق عالميًا هي "تحذير"، مع ملاحظات مثل P273 تجنب إطلاقها في البيئة وP391 تجمع الانسكاب.
يشتبه أن الميثوبرين شديد السمية للكركند.

## روابط خارجية
- صحيفة وقائع مبيدات الميثوبرين-وكالة حماية البيئة
- ملف معلومات مبيدات الميثوبرين-تمديد شبكة علم السموم